# Hrabstwo Knox (Indiana)

Piramida wieku hrabstwa

Hrabstwo Knox (ang. Knox County) – hrabstwo w stanie Indiana w Stanach Zjednoczonych.

## Geografia
Według spisu z 2010 roku obszar całkowity hrabstwa obejmuje powierzchnię 524,04 mili2 (1357,26 km²), z czego 516,03 mili2 (1336,51 km²) stanowią lądy, a 8,01 mili2 (20,75 km²) stanowią wody. Według szacunków United States Census Bureau w roku 2012 miało 38 122 mieszkańców. Jego siedzibą administracyjną jest Vincennes.

### Miasta
- Bicknell
- Bruceville
- Decker
- Edwardsport
- Monroe City
- Oaktown
- Sandborn
- Vincennes
- Wheatland

### CDP
- Emison
- Freelandville
- Ragsdale
- Westphalia